# アリス・トリュブナー
アリス・トリュブナー（Alice Trübner、結婚前の姓:アウエルバッハ、Auerbach、1875年8月24日 - 1916年3月20日）はイギリス生まれのドイツの画家である。画家、ヴィルヘルム・トリュブナー（1851年-1917年）と結婚した。静物画や風景画を描いた。

## 略歴
イギリス、ウェスト・ヨークシャーのブラッドフォードでドイツ人の父親とイギリス人の母親の間に生まれた。ドイツで育ち、11歳からはフランクフルト・アム・マインで育った。
21歳になった1896年に絵を学ぶためにミュンヘンに移り、1897年からミュンヘン芸術家協会の教室で、シュミット＝ロイテ(Ludwig Schmid-Reutte)やマックス・スレーフォークトに学んだ。1898年に自分のスタジオを開いた。1898年にフランクフルトに帰った時、フランクフルトの州立美術学校で教えていた印象派の画家、ヴィルヘルム・トリュブナーと知り合い、トリュブナーらとの写生旅行に参加するようになった。トリュブナーが印象派のスタイルの絵画を教える教室で学ぶようになり、1899年にミュンヘン分離派の展覧会に作品を出展した。
1900年に24歳年上のトリュブナーと結婚した。最初の女子が1901年に亡くなった後、後に美術史家になるヨルグ・トリュブナー(Jörg Trübner: 1903–1930)が1903年に生まれた。その年、夫がはカールスルーエの美術学校の教授に任じられ、家族はカールスルーエに移った。
結婚後も画家の仕事を続け、印象派の画家たちの明るい色調よりも暗い色調を好んだとされる。
1916年にベルリンで亡くなった 。その死は自殺か事故死などとされている。

## 作品

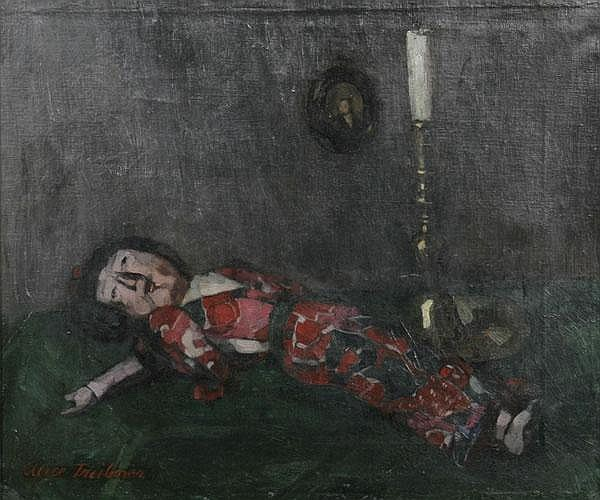
ローソク立てと日本人形
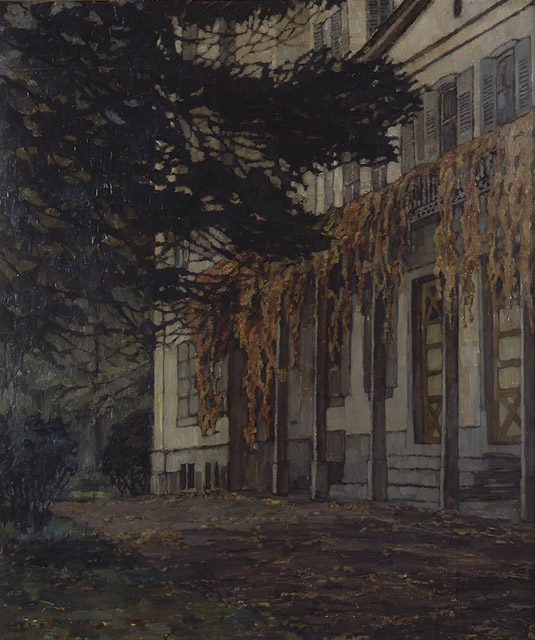
Schloss Hemsbach
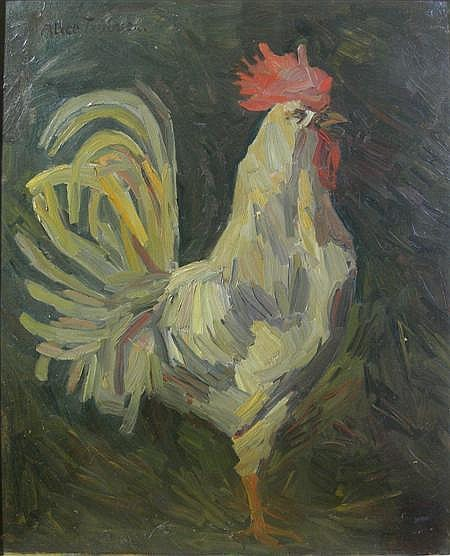
雄鶏